# St. Stephanus (Niedergeislbach)

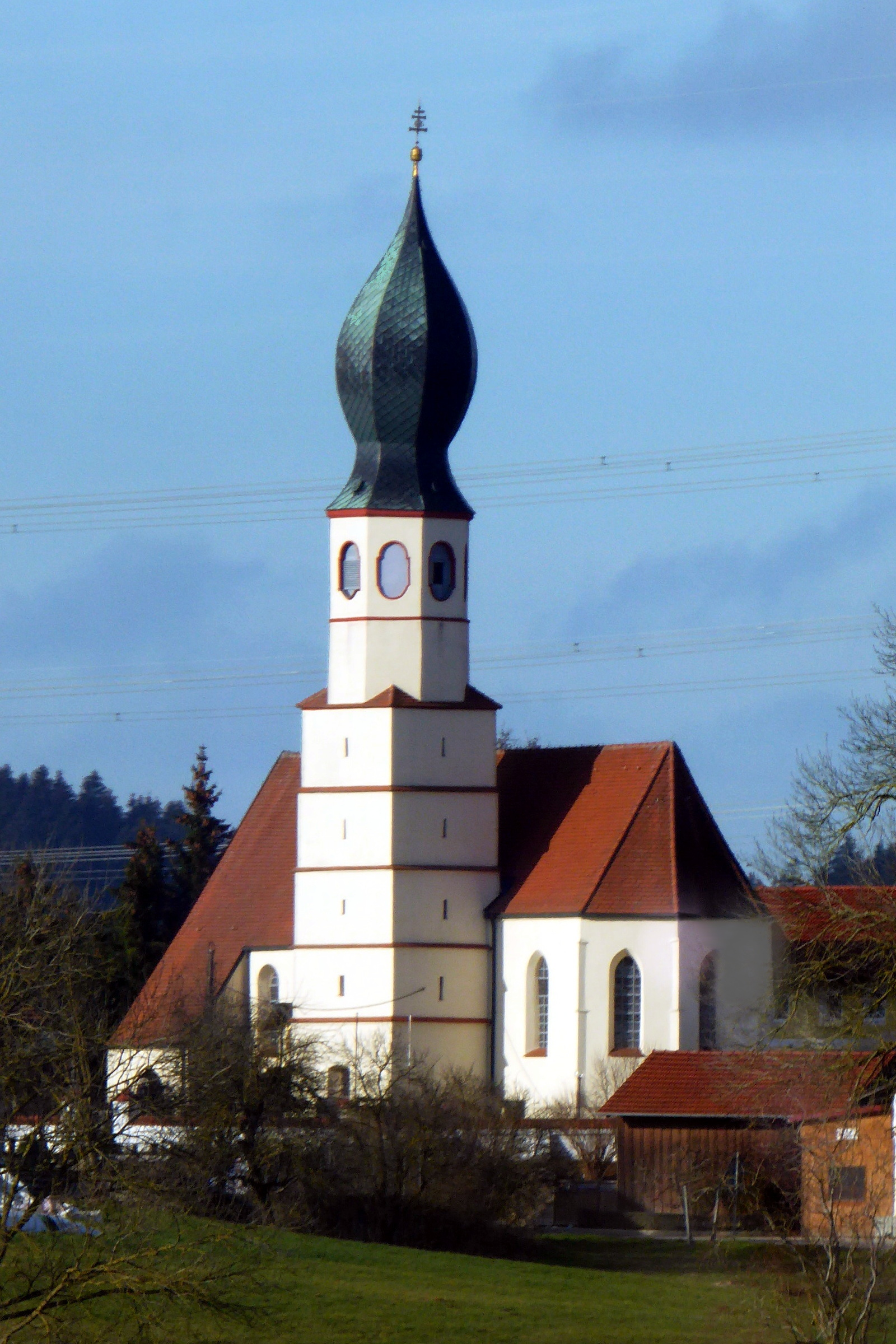
St. Stephanus in Niedergeislbach

Innenraum

Die römisch-katholische Filialkirche St. Stephanus steht in Niedergeislbach, einem Gemeindeteil von Lengdorf im oberbayerischen Landkreis Erding. Sie steht unter Denkmalschutz und ist in der Liste der Baudenkmäler in Lengdorf unter der Nr. D-1-77-127-12 eingetragen. Die Kirche gehört zum Dekanat Erding im Erzbistum München und Freising.

## Geschichte
Die ursprünglich zur Pfarrei St. Georg (Oberdorfen) gehörende Filialkirche wurde 1489 errichtet. Bereits neun Jahre später scheint sie erweitert worden zu sein. Der Kirchturm wurde am Ende des 17. Jahrhunderts um ein barockes achteckiges Oberteil erhöht und mit einer spitz zulaufenenden Zwiebelhaube bedeckt. Im 18. Jahrhundert wurde die Innenausstattung in zwei Phasen barockisiert. Niedergeislbach kam erst im Jahr 1922 in die Pfarrei Lengdorf, dem Jahr der Erweiterung der Pfarrkirche.

## Beschreibung
Die Saalkirche besteht aus dem Langhaus, dem eingezogenen Chor mit Fünfachtelschluss im Osten, einem Vorbau an der Südwand des Langhauses und dem Chorflankenturm an der Südwand des Chors, dessen achteckiges Obergeschoss den Glockenstuhl enthält.
Der Innenraum ist durchgehend mit einem Netzgewölbe überspannt. Der um 1735 vom Dorfener K. Auer gebaute Hochaltar zeigt im Altarretabel die Strahlenkranzmadonna, flankiert von Skulpturen des Laurentius von Rom (links, mit Rost als Hinweis auf sein Martyrium) und des Kirchenpatrons Stephanus (rechts, mit Märtyrerpalme). Das Retabel wurde auf dem einzigen ursprünglich erhaltenen spätgotischen Ausstattungsstück, der gemauerten Mensa, aufgesetzt. An den Chorwänden neben dem Altar befinden sich die Skulpturen der heiligen Jungfrauen Barbara von Nikomedien und Katharina von Alexandrien.
Die Seitenaltäre, die dem heiligen Apostel Andreas (links) und der Maria Immaculata (rechts) gewidmet sind, hat Matthias Fackler um 1765 gebaut. Die Skulpturen, links die Heiligen Isidor und Notburga sowie rechts die Heiligen Florian und Korbinian, stammen von Christian Jorhan dem Älteren.

## Orgel

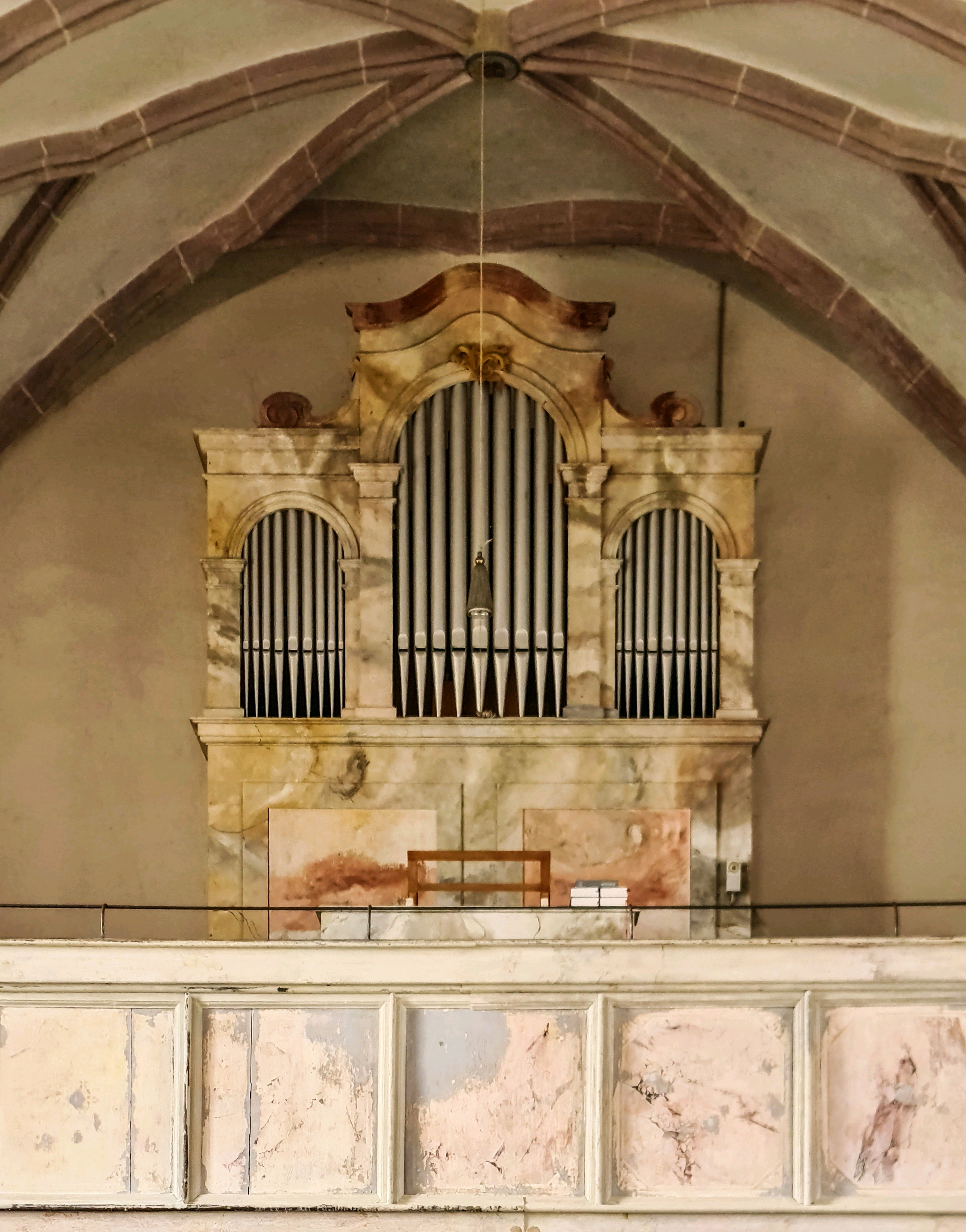
Orgel

Die Orgel mit vier Registern auf einem Manual und Pedal wurde um 1925 von Michael Weise mit einem neubarocken Prospekt gefertigt. Die Disposition lautet:
| Manual C–f3 |    |
| Gedackt     | 8′ |
| Salicional  | 8′ |
| Principal   | 4′ |

| Pedal C–d1 |     |
| Subbaß     | 16′ |

- Koppeln: Superoktavkoppel I, Suboktavkoppel I, M/P
- Bemerkungen: Kegellade, pneumatische Spiel- und Registertraktur, freistehender Spieltisch, neubarocker Prospekt